# 德比 (堪薩斯州)
德比（英語：Derby）是一個位於美國堪薩斯州塞奇威克縣的城市。

## 地方資料
根據2020年美國人口普查的數據，德比的面積為26.74平方千米，當中陸地面積為26.57平方千米，而水域面積為0.17平方千米。當地共有人口25625人，而人口密度為每平方千米958.3人。